# 活動遺産
『活動遺産』（かつどういさん）は、著名人12人へのインタビューを収録した書籍。
はしもとみお、スミマサノリらが出演している。

## 概要
2024年1月29日にデザインエッグより出版。
編者である清古尊（作家）が2022年に、インタビュー集を作りたいと思いつきで取材を開始した。その頃より「才能のある人の内面を知りたい」とインタビューを重ねた。
タイトルの『活動遺産』は「世界遺産」をもじっており、インタビュー対象の活動や想いを遺産として後世へ残していくという目的がある。表紙には、実業家の松尾茂文、編者の清古尊が後ろ姿でカメオ出演している

## 出演者リスト
|              | タイトル                                   | 備考                                                   |
| ------------ | ------------------------------------------ | ------------------------------------------------------ |
| 甲斐さゆみ   | 最後まで読んでもらえる漫画が基本           | 漫画家、元看護師。                                     |
| スミマサノリ | ハテナマークが大きくなったら深掘り         | ライター、文芸作家、俳優。「スミマサノリ」名義で出演。 |
| 中本忠子     | 求めることをしないでねと                   | 元保護司、子ども食堂創始者。                           |
| 長澤靖       | アクシデントもきっかけに                   | 挿絵画家、陶芸家。『まっ黒なおべんとう』の挿絵を担当。 |
| はしもとみお | 全ての出会いが等しく平等なものです         | 動物彫刻家。                                           |
| ひろゆき     | 外の人も含めて約束を公言する               | 2ちゃんねる開設者。「ひろゆき」名義で出演。            |
| 政木恵美子   | 好きな物があったら動く                     | 中学校教員。元釜山日本人学校校長。                     |
| 宮郷彰通     | 伝統を受け継ぐ使命がある                   | 杓子の家会長、元厳島神社総代。                         |
| 宮田佳典     | たくさん失敗すること                       | 萩焼作家。                                             |
| 山岡隆信     | 大切なことはやはり「集中力」でしょうね     | 古生物学者。ヤマオカクジラ発見者。                     |
| 山﨑理恵子   | 犠牲を出してしまったことを忘れないで       | 画家。原爆ドーム合作絵画の会主宰。                     |
| 山村浩一     | 成功している自分の姿をより具体的にイメージ | 鑑定士。「開運!なんでも鑑定団」レギュラー鑑定士。      |

## 書籍情報
- 清古尊『活動遺産』デザインエッグ、2024年1月29日。 ISBN 9784815041236。